# Tsubame Standard Organization
Tsubame Standard Organization（TSO, てぃーえすおー,つばめすたんだーどおーがにぜーしょん）とは、燕商工会議所が主に燕市及び周辺地域の小規模事業者を対象として創設した、製品の製造及びサービスの提供を行う企業の現場における品質管理に関する認証制度です。一般的にいわれる品質マネジメントシステムよりも狭義の意味での品質コントロールにフォーカスした取組みです。燕地域はステンレス、銅、鉄など金属の加工を得意とする企業が集積しており、そのネットワークを活かし様々な要求に応えています。しかしその9割が従業員20人以下の小規模事業者であり、費用的また人的な理由から品質管理世界標準規格ISOを取得する企業は一部に限られ、地域全体から見ると品質管理標準化への取り組みは進んでいるとは言えません。これらを背景に燕商工会議所工業部会では、小規模企業でも取得可能な品質管理に関する認証制度TSOを確立し、H23年度から認証付与を始めました。

## TSO認証制度
TSO認証制度とは、企業における製品の製造及びサービス提供に関する品質管理の取組みを、TSO認証基準に基づいて燕商工会議所が評価し、その評価結果を燕商工会議所が認証する制度です。認証は、外部有識者により構成された審査会において判定され、認証基準を満たしていることを認められた企業に認証を付与します。

## TSO認証基準
製品の製造及びサービスの提供を行う現場を管理するための管理項目を定めた基準です。一般的な品質マネジメントシステムに含まれる、いわゆる現場の管理のみを対象としています。管理項目は以下のとおりです。
- 設備及び計測機器の管理
- 受注業務の管理
- 購買業務の管理
- 製造業務及びサービス提供業務の管理
- 不適合製品の管理
- 文書及び記録の管理

## 審査
審査員（ISO等のマネジメントシステムの審査員またはそれと同等以上の力量を有する者）が、申請企業の取組みと認証基準との適合性の確認を行います。適合性の確認により収集した証拠に基づき、審査会において認証付与の判定を行います。審査は、認証取得以降、認証維持を続ける限り定期的に実施します。認証取得後1年以内に3度の審査または調査を行い、現場での管理体制の定着をねらいます。
- 認証審査

企業からの申請に基づき、認証付与のための審査を行います。認証基準との適合性を重点とし、構築された記録を含む文書及び現場での活動を認証基準の全項目について確認します。
- 第一回調査（3ヶ月調査）

認証取得3ヶ月後、現場での活動状況の確認を行います。認証審査時に指摘された点を重点項目とし、認証基準の一部について確認します。
- 第二回調査（6ヶ月調査）

認証取得6ヶ月後、第一回調査と同様の内容で、第一回調査結果に基づいて確認します。
- 更新審査

認証取得1年後以降、年1回の頻度で認証基準の全項目との適合性の確認、及びこれまでの取組みや審査結果に基づき運用を重視した有効性の評価を行います。

## 新聞記事・雑誌
- 日刊工業新聞（2011年6月30日） -
- 新潟日報（2011年8月5日） -
- 日本経済新聞（2011年8月9日） -
- 新潟日報（2011年8月12日） -
- 越後ジャーナル（2011年8月14日） -
- 越後ジャーナル（2011年10月16日） -
- 新潟日報（2011年10月21日） -
- 週刊 帝国ニュース 新潟県版（2011年11月25日） -
- 日本経済新聞（2012年1月14日） -